# Paul del Prado
Paul Henry Ernst (Paul) del Prado (1945) is een Surinaams judoka en karateka. Hij was belangrijk in de ontwikkeling van karate in Suriname.

## Biografie
Paul del Prado behaalde de 2e dan in judo in Nederland en vertrok vervolgens naar Japan waar hij de 4e dan bereikte. Daarnaast behaalde hij een diploma voor sportleraar in karate. In oktober 1974 keerde Paul del Prado terug naar Suriname.
Hij startte in het recreatiegebouw van Loge Moraal in Paramaribo zijn eigen karateschool met de naam Krin Jeje. Hij begon met twee groepen, een met vier senioren en een met drie junioren. Mede door films zat de karatesport in de lift en zo ook de groepen van Del Prado die binnen enkele maanden uitgroeiden tot 56 en 24  karateka's. Nog weer enkele maanden later volgde een uitnodiging van de gerenommeerde vereniging Kyokushinkai-Kan van Masutatsu Oyama om voor een toernooi naar Japan te komen.
In 1978 heette zijn school inmiddels Kyokushinkai-kan Karate Instituut. Daarnaast zat hij in de jaren 1970 in het bestuur van de Surinaamse Karate Federatie.
In het werkzame leven schoolde Del Prado zich enkele maanden van december 1977 tot februari 1978 bij de Gecombineerde Nederlandse Veiligheidsdienst.